# Göteborgs medicinska högskola
Göteborgs medicinska högskola, även benämnd Medicinska högskolan i Göteborg, var en medicinsk högskola som var verksam i Göteborg 1949–1954.
Sveriges riksdag beslutade den 30 juni 1948 att en medicinsk högskola skulle inrättas i Göteborg. Enligt beslutet skulle undervisningen startas höstterminen 1949. Enligt avtal mellan Kungl. Maj:t och kronan samt Göteborgs stad den 26 augusti 1948 skulle verksamheten tills vidare bedrivas i provisoriska lokaler i barnavårdsnämndens fastighet på Fjärde Långgatan 7 och i paviljong l på Vasa sjukhus. Man beslutade också att uppföra flera byggnader för högskolan varav en patologisk-anatomisk institution med kapell stod klar den 1 september 1952. För den kliniska undervisningen förband sig staden att mot bidrag till driften upplåta bland annat kliniker och vårdavdelningar vid stadens sjukhus, främst vid Sahlgrenska sjukhuset. Kostnaden för utrustningen skulle delas mellan staten och staden enligt i avtalet angivna regler, medan driftutgifterna i huvudsak skulle bestridas av staten. Den 1 juli 1954 sammanslogs Göteborgs medicinska högskola med Göteborgs högskola och bildade det statliga Göteborgs universitet.